# Festival Internacional de Cine Fantasia
El Festival Internacional de Cine Fantasia (también conocido como Fantasia-fest, FanTasia, Fant-Asia) es un festival de cine de fantasía que se lleva a cabo en Montreal, Canadá anualmente entre julio y agosto. El festival fue creado en 1996.

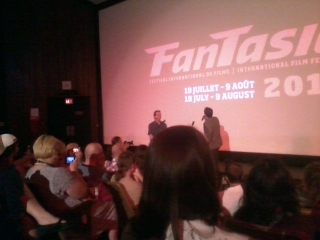
Estreno de Alter Egos en el Festival Internacional de Cine Fantasia en Montreal el 24 de julio de 2012.